# Július 28.
Július 28. az év 209. (szökőévben 210.) napja a Gergely-naptár szerint. Az évből még 156 nap van hátra.
Névnapok: Szabolcs + Alina, Ince, Ada, Adelina, Adelinda, Adna, Adina, Bars, Barsz, Botond, Győző, Nauzika, Szeréna, Szerénke, Viktor

## Események
- 1493 – Nagy tűzvész Moszkvában.
- 1526 – Péterváradot elfoglalják a törökök.
- 1808 – Alemdar Musztafa pasa (Musztafa Bayrakdar) nagyvezír trónra segíti II. Mahmúd szultánt.
- 1821 – Peru elszakad Spanyolországtól és kikiáltja függetlenségét.
- 1863 – Az első magyarországi országos dalárünnepély a soproni Dalfüzér rendezésében Sopronban. A rendezvényen kb. 600 énekes vett részt, és jelentős mozzanat a hazai dalármozgalom kibontakozása és intézményesülése szempontjából.
- 1867 – Az Osztrák–Magyar Monarchia hivatalos megalakulása, amikor Ferenc József, Ausztria császára és Magyarország királya aláírásával szentesíti a Habsburg Birodalom és a Magyar Királyság között létrejött kiegyezés törvényeit és rendelkezéseit.
- 1914 – Az Osztrák–Magyar Monarchia hadat üzen Szerbiának, ezzel megkezdődik az első világháború.
- 1943 – Az angolszász hatalmak bombázótámadása Hamburg ellen. Súlyosan megrongálódik a Szent Miklós-templom.
- 1945 – B–25 Mitchell közepes bombázó repülőgép csapódik a New York-i Empire State Buildingbe, 14 ember halálát okozva.
- 1984 – Megkezdődnek a XXIII. nyári olimpiai játékok Los Angelesben.
- 1988 – Leég az Alföldi Bútorgyárnak a szegedi Csillagbörtönben működő kárpitos üzeme. Az oltás során az üzem két vezetője életét veszti.

## Sportesemények
Formula–1
- 1991 –  német nagydíj, Hockenheimring – Győztes: Nigel Mansell  (Williams Renault)
- 1996 –  német nagydíj, Hockenheimring – Győztes: Damon Hill  (Williams Renault)
- 2002 –  német nagydíj, Hockenheimring – Győztes: Michael Schumacher  (Ferrari)
- 2013 –  magyar nagydíj, Hungaroring – Győztes: Lewis Hamilton  (Mercedes)

Vízilabda
- 2009 – 2009-es férfi vízilabda-világbajnokság, Róma (Olaszország): Győztes: Szerbia

## Születések
- 1347 – Durazzói Margit nápolyi, magyar és horvát királyné, a Nápolyi Királyság régense, III. Károly nápolyi és magyar király felesége († 1412)
- 1645 – Széchényi Pál kalocsai érsek, Bács vármegye főispánja († 1710)
- 1750 – Fabre d’Églantine francia vígjátékíró, költő, politikus († 1794)
- 1816 – Dunyov István honvéd alezredes, az olasz királyi hadsereg ezredese († 1889)
- 1874
  - Huszár Mihály magyar katolikus esperes-plébános, országgyűlési képviselő († 1941)
  - Alice Duer Miller amerikai író, költő († 1942)
- 1887 – Marcel Duchamp francia festő, képzőművész († 1968)
- 1889 – Nyirő József erdélyi magyar író († 1953)
- 1902 – Sir Karl Raimund Popper osztrák származású angol filozófus, aki fő eredményeit a tudományfilozófia, episztemológia és politika-filozófia területén érte el, a 20. század legbefolyásosabb filozófusainak egyike († 1994)
- 1904 – Pavel Alekszejevics Cserenkov Nobel-díjas orosz fizikus († 1990)
- 1905 – Csanádi György magyar közlekedésmérnök, szakpolitikus, közlekedésügyi miniszter († 1974)
- 1908 – Reszegi Ferenc, az Építők Szakszervezetének Főtitkára majd haláláig elnöke, országgyűlési képviselő, az elnöki tanács tagja († 1992)
- 1909 – Malcolm Lowry angol író († 1957)
- 1913 – Szőllősy Klára magyar író, műfordító († 1970)
- 1919 – Bálint György, magyar kertészmérnök, televíziós személyiség († 2020)
- 1922 – Jacques Piccard svájci mélytengeri kutató és oceanográfus, „a mélység Kolumbusza” († 2008)
- 1923 – Örvös Lajos magyar író, költő, műfordító († 2002)
- 1924 – Luigi Musso olasz autóversenyző († 1958)
- 1925 – Bagó László magyar színész († 2009)
- 1925 – Klein György / Georg Klein magyar származású svéd sejtbiológus, immunológus, esszéíró, az MTA tagja († 2016)
- 1927 – Heini Walter svájci autóversenyző († 2009)
- 1929 – Jacqueline Kennedy Onassis, John Fitzgerald Kennedy, az Amerikai Egyesült Államok 35. elnökének felesége és ezáltal az Egyesült Államok first ladyje 1961 és 1963 között († 1994)
- 1934 – Váradi Zsuzsa magyar színésznő, rendező, előadóművész, dalszövegíró, szerkesztő († 2008)
- 1935 – Massimo Natili olasz autóversenyző († 2017)
- 1939 – Gösta Ekman svéd színész („Picasso kalandjai”) († 2017)
- 1943 – Richard Wright angol zongorista és billentyűs, a Pink Floyd együttes tagja († 2008)
- 1944 – Szurdi András magyar filmrendező, forgatókönyvíró, író, bridzsjátékos
- 1950 – Hodu József magyar színész
- 1954 – Hugo Chávez venezuelai katonatiszt, politikus, államelnök († 2013)
- 1958 – Július Gyula Munkácsy-díjas grafikus
- 1958 - Tóth-Tahi Máté Jászai Mari-díjas magyar színész († 2013)
- 1961 – Yannick Dalmas francia autóversenyző
- 1966 – Szakács Tibor magyar színész
- 1970 – Várfi Sándor magyar színész, humorista
- 1972 – Nick Lang magyar pornószínész
- 1972 – Elizabeth Berkley amerikai színésznő
- 1976 – Jacoby Shaddix amerikai zenész, a Papa Roach frontembere
- 1981 – Michael Carrick angol labdarúgó
- 1985 – Dustin Milligan kanadai színész
- 1985 – Anton Golocuckov orosz tornász
- 1986 – Nickiesha Wilson jamaicai atléta
- 1987 – Szép Domán magyar színész
- 1990 – Soulja Boy amerikai rapper
- 1994 – Kilényi Márk Olivér magyar szinkronszínész

## Halálozások
- 453 – Szent Pulcheria bizánci császárnő (* 399)
- 1057 – II. Viktor pápa, aki a pápai trónon a történelem folyamán 153.-ként, a mindmáig uralkodó nyolc német egyházfő egyikeként lépett a katolikus egyház vezető hivatalába (* 1018)
- 1540 – Thomas Cromwell, VIII. Henrik főminisztere, uralkodója kivégezteti (* 1485 körül)
- 1580 – Eberhardt Mátyás evangélikus lelkész, költő
- 1655 – Cyrano de Bergerac francia drámaíró, író, költő (* 1619)
- 1703 – Arnu Miksa német jezsuita tanár (* 1671)
- 1741 – Antonio Vivaldi olasz zeneszerző (* 1678)
- 1750 – Johann Sebastian Bach német zeneszerző (* 1685)
- 1794 – Maximilien de Robespierre francia ügyvéd, forradalmár (* 1758)
- 1808 – III. Szelim, az Oszmán Birodalom 29. szultánja (* 1761)
- 1818 – Gaspard Monge francia hadmérnök, matematikus, tengerészeti miniszter, az ábrázoló geometria kidolgozója (* 1746)
- 1842 – Clemens Brentano német író és költő, az úgynevezett heidelbergi romantika fontos képviselője (* 1778)
- 1907 – Törley József, pezsgőgyáros, magyar iparmágnás (* 1858)
- 1938 – Jukums Vācietis lett származású szovjet katonai vezető (* 1873)
- 1940 – Kellner Gyula atléta, aki az 1896-os első újkori olimpián bronzérmes lett maratoni futásban, és máig is ő az egyetlen magyar olimpiai érmes ebben a versenyszámban (* 1871)
- 1942 – Flinders Petrie angol egyiptológus, a régészet tudományos módszertanának egyik úttörője (* 1853)
- 1944 – Ralph Fowler brit fizikus és csillagász (* 1889)
- 1946 – Robert Mazaud francia autóversenyző (* 1906)
- 1966 – Király Ilus a népművészet mestere (* 1886)
- 1968 – Chris Lamber brit autóversenyző (* 1944)
- 1972 – Gaál Sándor magyar fizikus (* 1885)
- 1996 – Marguerite Ganser amerikai énekes-zenész, a The Shangri-Las együttes alapító tagja (* 1948)
- 1998 – Consalvo Sanesi olasz autóversenyző (* 1911)
- 1998 – Zbigniew Herbert, lengyel költő, esszéista, drámaíró, rádiójáték-író és moralista (* 1924)
- 2002 – Archer J. P. Martin Nobel-díjas brit biokémikus (* 1910)
- 2004 – Francis Crick Nobel-díjas angol biokémikus, a DNS-kettősspirál-modelljének társfelfedezője (* 1916)

## Nemzeti ünnepek, világnapok
- Peru kétnapos nemzeti ünnepe (július 28–29.), a függetlenség napja (1821 óta).
- Feröer: Ólavsøka előestéje, félnapos (délutáni) munkaszünet, nemzeti ünnep (Szent Olaf napja).